# Dayananda Saraswati

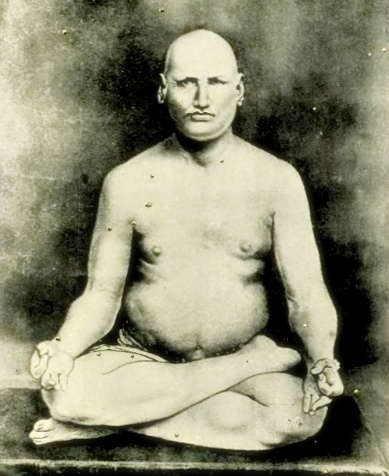
Maharshi Dayananda Saraswati.

Maharshi Dayananda Saraswati, född den 12 februari 1824 i Tankara i Gujarat, död den 30 oktober 1883 i Ajmer i Rajasthan, var en indisk religiös ledare. Han var den viktigaste hinduiska ledaren under sin levnad[källa behövs] och en framgångsrik reformator av den vediska traditionen.

## Biografi
Saraswati föddes som Mool Shankar, och var son till en tullindrivare, en rik och inflytelserik person. Hans födelsenamn kom av att han var född i Mul Nakshatra. Han levde ett bekvämt liv, studerade sanskrit, Veda och andra religiösa skrifter för att förbereda sig för en framtid som hinduisk präst.
Ett antal händelser under barndomen gjorde att han började ifrågasätta hinduismens traditionella föreställningar och den Gud man dyrkade.
Hans yngre systers och hans farbrors död i kolera orsakade att Dayananda började begrunda innebörden av liv och död, och ställa frågor som oroade hans föräldrar. Han skulle gifta sig i tidiga tonåren, som var vanligt i artonhundratalets Indien, men han bestämde sig för att äktenskapet inte var för honom och 1846 rymde hemifrån.
Saraswati tillbringade nästan 25 år, från 1845 till 1869, som en vandrande asket, för att söka efter religiös sanning. Han bodde i djungeln, i läger i Himalayas berg, och på ett antal pilgrimsfärder till platser i norra Indien. Under dessa år praktiserade han olika former av yoga.  Han blev lärjunge, eller efterföljare, en välkänd religiös lärare, Swami Birajananda (ibland stavat Virajananda), och lovade honom att han skulle ägna sitt liv åt att återställa Vedas rättmätiga plats i den hinduiska tron.
År 1875 grundade han den ortodoxa hinduiska sekten Arya Samaj. Han var 1876 den förste att kräva Swarajya – ”Indien för indier”- något som senare togs upp av Lokmanya Tilak. Till skillnad från andra reformrörelser från samma tid tar sekten avstånd från och bekämpar såväl kristendomen som islam.
Han reste landet runt och utmanade religiösa lärda och präster till diskussioner och vann flera gånger genom styrkan i hans argument byggd på hans kunskap om sanskrit och Veda. Med kamp mot avgudadyrkan och rituell dyrkan som förekomm i hinduismen på den tiden arbetade han för att återupprätta Vediska Ideologier. Utifrån detta kallade filosofen och Indiens president , S. Radhakrishnan, honom en av "skaparna av det modern Indien", tillsammans med Sri Aurobindo.
Saraswati utsattes för många misslyckade försök att ta hans liv på grund av hans ansträngningar att reformera den hinduiska samhället, som att döda farliga ormar som dyrkades i tempel över hela Indien. År 1883 slutade hans liv på grund av förgiftning.

## Verk
Saraswati skrev mer än 60 verk, inklusive en förklaring i 16 volymer av de sex Vedangas, en ofullständig kommentar till Ashtadhyayi (Paninis grammatik), flera små skrifter om etik och moral, vediska ritualer och sakrament och kritik av rivaliserande doktriner (såsom Advaita Vedanta, islam och kristendom). Några av hans viktigaste verk är Satyarth Prakash, Sanskarvidhi, RigvedadiBhashyaBhumika, Rigved Bhashyam och Yajurved Bhashyam.